# Alejandro Carrasquel
Alejandro Eloy Carrasquel Aparicio (Caracas, Distrito Federal, Venezuela, 24 de julio de 1912-Caracas, Distrito Federal, Venezuela  19 de agosto de 1969), fue el primer beisbolista venezolano en jugar en las Grandes Ligas del béisbol.

## Biografía
Nacido el 24 de julio de 1912 como Alejandro Eloy Carrasquel Aparicio en Caracas. Lanzador derecho, Carrasquel tenía una muy buena bola rápida, la cual complementaba con una efectiva bola de nudillos y una buena curva. Comenzó su carrera en las Grandes Ligas con los Senadores de Washington en la Liga Americana el 23 de abril de 1939.
Aun después del fin de la Segunda Guerra Mundial los mejores jugadores regresaron a sus ligas y equipos, la paz no había regresado a las Grandes Ligas. La nueva Liga Mexicana, dirigida por el millonario Jorge Pasquel, había conseguido un grupo de jugadores de las mayores. El 2 de enero de 1946, los Medias Blancas de Chicago compraron el contrato de Carrasquel de los Senadores. Carrasquel rechaza el trato y se fue a jugar a México, firmando un contrato de tres años. 
Hubo muchos otros jugadores que volaron a México, incluyendo al Jardinero Danny Gardella, los pitchers Sal Maglie y Max Lanier y el cácher Mickey Owen. El Comisionado del Baseball Happy Chandler emitió una suspensión de por vida a estos jugadores, pero fue reducida después.
En 1949, Carrasquel regreso a las Mayores e hizo tres apariciones para los Medias Blancas. Cuando el equipo contrato a su sobrino Alfonso "Chico" Carrasquel en esa temporada, GM Frank Lane sustituyó a Alejandro por Witto Aloma, quien servía de intérprete para el joven shortstop venezolano.
En ocho temporadas en las Ligas Mayores, Carrasquel impuso un récord con 252 ponchados, una efectividad de 3.73, 30 juegos completos, 4 shutouts, 16 salvados, y 861 innings en 258 juegos (64 de ellos, abriendo él). Alejandro Carrasquel muere en Caracas, a la edad de 57 años.
Carrasquel fue conocido con el sobrenombre de «Patón» debido a la talla de sus zapatos.

## Hechos y legado
En su debut como pitcher, poncha a Joe DiMaggio, a Lou Gehrig, y a Bill Dickey.
En 2014 el Ministerio del Poder Popular para la Educación, creó la Unidad Educativa Técnica Alejandro Carrasquel, en la ciudad de Maracaibo. Dicho nombre lleva la institución en homenaje al beisbolista.